# Camponotus bertolonii
Camponotus bertolonii är en myrart som beskrevs av Carlo Emery 1895. Camponotus bertolonii ingår i släktet hästmyror, och familjen myror. Inga underarter finns listade.